# Доходный дом Шелапутина
Доходный дом Шелапутина на Ильинке (Дом Моссовнархоза) — здание в Тверском районе Центрального административного округа города Москвы, расположенное по адресу ул. Ильинка, д. 13/19 (на пересечении с Большим Черкасским переулком). Дом является ценным градоформирующим объектом.

## История
Дом был построен по заказу московского промышленника П. Г. Шелапутина в 1905 — 1906 годах по проекту архитектора П. П. Щекотова. В 1926 году под руководством Г. Д. Зиновьева и А. Ф. Лолейта трехэтажное здание было надстроено еще двумя этажами, был несколько изменен фасад. Изначально здание было построено в неоклассическом стиле и архитектурно гармонировало с окружающими домами (в частности, с домами Санкт-Петербургского международного коммерческого банка, Азовско-донского банка и домом Северного страхового общества, расположенными на ул. Ильинка и в Большом Черкасском переулке), после реконструкции здание приобрело некоторые авангардные черты.
После революции 1917 года в здании находился Московский совет народного хозяйства, а с 1950-х годов — Московский городской комитет КПСС.
В 2017 году здание было выставлено на продажу, при чем оно стало самым дорогим зданием, продающемся в Москве.